# Зеров Костянтин Іраклійович
Зе́ров Костянти́н Іра́клійович(1 жовтня (19 вересня) 1860, Велика Топаль — 30 вересня 1940, Дашів) — український педагог, інспектор народних шкіл, батько братів Зерових.

## Життєпис
Селянський син Костянтин Іраклійович Зеров народився у 1860 році в селі Велика Топаль (Чернігівська губернія Російської імперії). Закінчив 1881 року Глухівський учительський інститут і кілька десятиліть учителював у різних навчальних закладах, а також обіймав посади в системі народної освіти — був завідувачем школи та інспектором народних шкіл. Їздив від школи до школи на велосипеді, «одвідував лекції молодих вчителів і часом сам давав зразкові уроки. Ці одвідини завжди сприймалися як свято». Сумлінну працю педагога відзначено кількома державними нагородами — орденами Св. Станіслава 3-го ст., Св. Анни 3-го ст., Св. Станіслава 2-го ст., медаллю Пам'яті Імператора Олександра ІІІ та чину «коллежского советника». Одружився з Марією Яківною, яка походила з роду вільних козаків Яреськів, що ніколи не були в кріпацтві. Проживали на власному хуторі Яреськи, де існував домашній театр. За словами Марини Зерової, 
значною мірою своєю любов'ю до України та її культури діти Марії Яківни та Костянтина Іраклійовича Зерових завдячували саме родині Яреськів. Марія Яківна була освіченою людиною. Знала дуже багато пісень, як старих козацьких, так і весільних, жартівливих. 
У сім'ї в ужитку була російська мова, як це було практично в більшості родин дореволюційної української інтелігенції. Українською ж мовою говорили на вулиці.

Родина Зерових, 1918 р. Стоять: Дмитро, Михайло, Костянтин, Олена. Сидять: Євгенія (перша дружина Дмитра), Кость Іраклійович, Марія Яківна, Микола. Малі діти: Георгій, Валерія

Верхній ряд: Дмитро, Костянтин з дружиною Вірою, Микола. Середній ряд: Іван Іщенко (чоловік Валерії), Георгій, Марія (дружина Дмитра), Костянтин Іраклійович, Марія Яківна. Нижній ряд: Олена, Костик (син Миколи і Софії), Валерія, Софія (дружина Миколи), Михайло.
Київ, серпень, 1934

Усі діти пішли в матір — кожен мав і голос, і слух. Дітей в родині народилося аж одинадцятеро. Але тільки семеро досягли дорослого віку. Найстарший — Микола, який народився 1890-го, на п'ять років молодший за нього Дмитро, 1899 року народився Костянтин, який став ученим — біологом, як брат Дмитро. На два роки молодший за Костянтина — Михайло, який слідом за Миколою обрав філологію. Таким чином у родині відбувся цікавий збіг: два біологи і два філологи.
Ще в родині був син Георгій, випускник Київського політеху, пізніше інженер, лауреат Сталінської премії, знавець кількох мов, який через сухоти помер у 48 років, та доньки Олена і Валерія. Олена стала лікарем. Валерія — провізором. Костянтин Іраклійович знав, скільки важить наука і прагнув дати своїм дітям вищу освіту, тому всі семеро дітей Зерових її здобули.
Діти, під впливом батька, захоплювались ботанікою, географією та астрономією. У родині існувала легенда, за якою Костянтин Іраклійович дружив з Лесею Українкою і їздив до Косачів на велосипеді, коли ті приїжджали в Гадяч. А Леся Українка ніби, в свою чергу, бувала у Зерових у Зінькові, гостювала, бавилась із дітьми, читала їм вірші, казки.
За поширеною старосвітською традицією Костянтин Іраклійович був хроністом родини: записував у сакральній для родини книжці родинну хроніку.
Після Жовтневого перевороту Костянтина Іраклійовича з родиною виселили з казенної квартири в Кролевці, де він жив з 1905 р., позбавили роботи, пенсії. Родина повертається у своє попереднє помешкання в Зінькові. Костянтин Іраклійович влаштовується до Новосанжарської трудової школи, у якій працює до 1 вересня 1922 року.
Родину схвилював арешт сина Миколи. Коли почали повертатись посилки із заслання, уже старий Костянтин Іраклійович звернувся з відповідним запитом. Отримав відповідь, що син помер у лікарні у 1939 році.
Пізніше Костянтин Іраклійович Зеров у листі до невістки від 20 липня 1940 року повідомив, що його викликали:
 Дорогая Софья Федоровна! Крайне тяжело сообщать Вам горестное и для Вас, и для нас известие, но… Вчера меня вызвал дашевский уполномоченный НКВД и объявил мне содержание полученного в районной милиции ответа канцелярии Управления концентрационных лагерей на мой запрос о Николае. Николай умер в 1937 году в апреле месяце, если память мне не изменяет относительно месяца, в больнице. Других сведений в сообщении не было. Мне почему-то думается, что он мог простудиться в дороге и заболеть воспалением легких. Да и сердце у него было слабое. Тяжелая утрата, но делать нечего. Мария Яковлевна выражает Вам свое соболезнование. 
За кілька днів батько задокументував повідомлення чекістів:
 1937 года в апреле умер в больнице Николай Зеров. Узнали [закреслено: только] об этом только в 1940 г. в июле. Он (т.е.) Николай был сослан, куда неизвестно, а потому неизвестно также, где и умер он. Из полученного письма от 25/VII 40 года от жены Николая Софии Федоровны оказалось, что она имела от него письмо в сентябре 19 числа 1937 года. Деньги принимались на его имя до июня 1938 г. и перестали их принимать в связи с общим запрещением. Один человек, бывший в Соловках, видел Николая весной прошлого года [над рядком: 1939]. Выходит, что сообщение нам о его смерти неверное.
Помер Костянтин Іраклійович Зеров 30 вересня 1940 року в містечку Дашеві Вінницької області й похований на Новобрашевському цвинтарі.

## Відгуки та особливості
Талановитою та своєрідною людиною-творцем Костянтина Зерова вважав Максим Рильський.
Чудово знав астрономію. Описуючи рух небесних об'єктів, навчив синів цим знанням, які неодноразово згодом виринали в почуттєвих віршованих спостереженнях за небесними рухами. За словами Миколи Зерова, батько також прищепив йому ще з ранніх юнацьких років любов до античних мов та літератур.
Захоплювався риболовлею.
Навчав Павла Губенка, Михайла Тарханова, майбутнього футуриста та бурлюківця Сергія Подгаєвського.